# 小川詮茂
小川 詮茂（おがわ せんも、生没年不詳）とは、江戸時代の浮世絵師。

## 来歴
師系・経歴不明。名は昌常、詮茂と号す。作画期は正徳の頃で2点の肉筆画の作が知られる。懐月堂派の画風だが筆致はそれよりも繊細であると評されている。

## 作品
- 「髪直し美人図」　紙本着色　城西大学水田美術館所蔵
- 「美人図」　紙本着色　※「小川詮茂書」の落款、「昌常」の白文方印あり。『肉筆浮世絵選集』に図版を収録